# I Am the Avalanche
Gli I Am the Avalanche sono un gruppo musicale statunitense formatosi a Brooklyn nel 2004.

## Storia del gruppo
Il gruppo viene fondato nel 2004 dopo che la band statunitense The Movielife viene sciolta. Il cantante di questi, Vinnie Caruana, decide infatti di avviare un nuovo progetto musicale, continuando a scrivere canzoni per conto suo. Successivamente si aggiungono alla formazione i chitarristi Brandon Swanson e Michael Ireland, il bassista Kellen Robson e il batterista Brett Romnes, e Caruana sceglie il nome della band prendendo una frase dal testo di uno dei suoi brani. Nel 2005 gli I Am the Avalanche firmano quindi con l'etichetta indipendente Drive-Thru Records e pubblicano il loro primo split con i The Early November, anch'essi sotto contratto con la Dive-Thru. Il primo album in studio, omonimo e prodotto da Barrett Jones, vede la luce pochi mesi dopo.
L'11 ottobre 2011 la band pubblica il suo secondo album, Avalanche United, mentre il loro terzo album Wolverines è stato pubblicato il 17 marzo 2014 sotto la nuova etichetta I Surrender.

## Formazione
- Vinnie Caruana – voce
- Brandon Swanson – chitarra solista
- Michael Ireland – chitarra ritmica
- Kellen Robson – basso
- Brett Romnes – batteria, percussioni

## Discografia

### Album in studio
- 2005 – I Am the Avalanche
- 2011 – Avalanche United
- 2014 – Wolverines
- 2020 – Dive

### Split
- 2005 – The Early November/I Am the Avalanche
- 2007 – Bayside/I Am the Avalanche
- 2011 – Bayside/Saves the Day/I Am the Avalanche/Transit